# クイズ紅白検定
『クイズ紅白検定』（クイズこうはくけんてい）は、NHKが2007年以降、『紅白歌合戦』の関連で行っているクイズおよび番組。

## 概要
NHKは、2009年の『紅白歌合戦』60回記念を見据え、紅白のリニューアルを図るためにクイズを企画。
過去に単発で放送された『クイズ検定試験』をベースとし、過去の紅白史や意外なエピソードを題材として出題。全問正解者にはプレゼントも用意された。
初回となった2007年は締めくくりとしてテレビ番組も放送されたが、2008年以降についてはクイズのみの実施となる。

## 2007年
- テレビ番組としては12月18日に総合テレビの『NHK歌謡コンサート』枠で生放送。
- 司会は関根麻里（第58回で「紅白応援隊長」担当）と松本和也（東京アナウンス室。第58回の総合司会）。
- クイズ自体は、11月26日から1週間ごとに公式サイトや携帯サイトで「第58回」にちなみ全58問が出題され、生放送で答え合わせする形式が採られた。しかし、58問目の答えと詳しい解説に関しては番組終了後も公式サイトには掲載されず、本番で発表された。
- 松本は番組宣伝のため、12月15日の『土曜スタジオパーク』にゲストとして出演したが、その中で不覚にも、北島三郎の紙吹雪に関する問題の答えをばらしてしまうと言う失態を犯してしまった。
- 番組でも、過去に出場経験がある芸能人が本番同様に男女で紅白両軍に分かれて対決、白組が勝利した。
  - 紅組：坂本冬美、香西かおり、堀ちえみ、保田圭（紅白にはモーニング娘。として出場した）
  - 白組：北山たけし、桑野信義（紅白にはラッツ&スターとして出場）、ウド鈴木（キャイ〜ン。紅白にはポケットビスケッツ&ブラックビスケッツスペシャルバンドとして出場）、はなわ

## 2008年
- 番組連動ではなく、独立した企画として実施。それとNHKオンラインでの開始が12月1日となった以外は前年と同じ。
- 番組としては、独立したクイズ番組『クイズ紅白歌合戦』が、関根麻里と高山哲哉の司会にて12月16日総合テレビの『NHK歌謡コンサート』枠で生放送された。